# Comuna Pângărați, Neamț
Pângărați (în maghiară Pongrác) este o comună în județul Neamț, Moldova, România, formată din satele Oanțu, Pângărați (reședința), Pângărăcior, Poiana, Preluca și Stejaru.

## Așezare

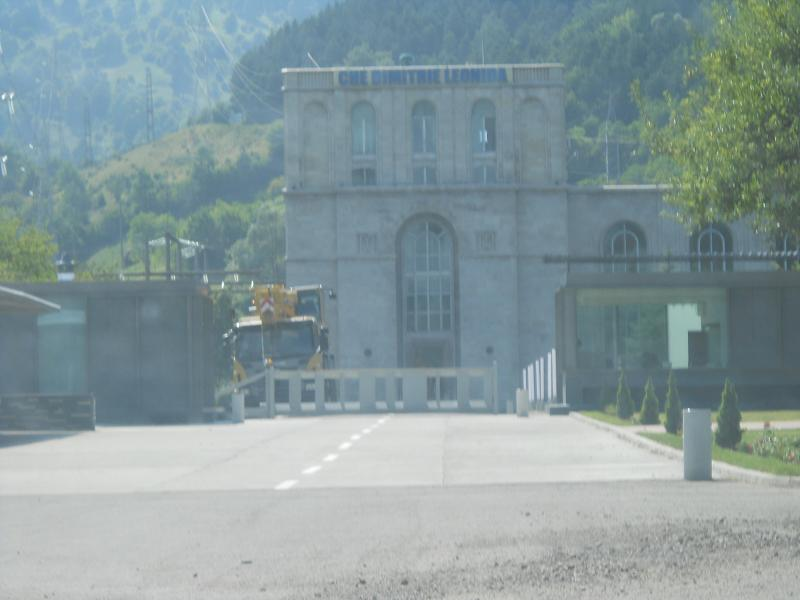
Hidrocentrala ”Dimitrie Leonida”

Comuna se află în partea central-vestică a județului, într-un areal delimitat de versanți sudici ai Munților Stânișoarei (masivele Frasin, Botoșanu și Păru cu altitudinea maximă de 1212 m în vârful Prislopașu) și nordici ai Munților Tarcăului (maximele de altitudine atinse în vârfurile Hărman - 1226 m și Murgoci 1293 m). Aceștia sunt separați de valea Bistriței modovene, spre care converg afluenți de stânga precum Stejaru, Pîngarați și Pîngăracior iar de dreapta Oanțu Pe teritoriul comunei se găsesc lacurile antropice Pîngarați și, parțial Vaduri, precum și hidrocentrala „Dimitrie Leonida” (alimentată printr-un tunel de aducțiune săpat prin muntele Botoșanu, din Lacul Izvorul Muntelui).
Este traversată de șoseaua națională DN15, care leagă Piatra Neamț de Toplița. Prin comună trece și calea ferată Bacău-Bicaz, care este deservită de stația Pângărați și de halta de călători Stejaru. Pe teritoriul comunei se află rezervația forestieră Pângărați, unde sunt protejate unele specii de tisă.

## Demografie
Componența etnică a comunei Pângărați
     Români (89,65%)
     Alte etnii (0,27%)
     Necunoscută (10,08%)
Componența confesională a comunei Pângărați
     Ortodocși (86,99%)
     Alte religii (2,53%)
     Necunoscută (10,49%)
Conform recensământului efectuat în 2021, populația comunei Pângărați se ridică la 4.396 de locuitori, în scădere față de recensământul anterior din 2011, când fuseseră înregistrați 4.672 de locuitori. Majoritatea locuitorilor sunt români (89,65%), iar pentru 10,08% nu se cunoaște apartenența etnică. Din punct de vedere confesional, majoritatea locuitorilor sunt ortodocși (86,99%), iar pentru 10,49% nu se cunoaște apartenența confesională.

## Politică și administrație
Comuna Pângărați este administrată de un primar și un consiliu local compus din 15 consilieri. Primarul, Cristinel Croitoriu[*], de la Partidul Social Democrat, este în funcție din 1 noiembrie 2024. Începând cu alegerile locale din 2024, consiliul local are următoarea componență pe partide politice:
|  | Partid                          | Consilieri | Componența Consiliului | Componența Consiliului | Componența Consiliului | Componența Consiliului | Componența Consiliului | Componența Consiliului | Componența Consiliului |
|  | ------------------------------- | ---------- | ---------------------- | ---------------------- | ---------------------- | ---------------------- | ---------------------- | ---------------------- | ---------------------- |
|  | Partidul Social Democrat        | 7          |                        |                        |                        |                        |                        |                        |                        |
|  | Partidul Național Liberal       | 6          |                        |                        |                        |                        |                        |                        |                        |
|  | Alianța pentru Unirea Românilor | 1          |                        |                        |                        |                        |                        |                        |                        |
|  | Alianța Dreapta Unită           | 1          |                        |                        |                        |                        |                        |                        |                        |

## Istorie
La sfârșitul secolului al XIX-lea, comuna făcea parte din plasa Piatra-Muntele a județului Neamț și era formată din satele Pângărați, Stejaru, Tarcău, Brătești, Gheuca, Pângărăcioru, Petrica, Straja, Lunca-Strâmtura, Vădurele și Mănăstirea-Bisericani, având în total 2.191 de locuitori ce trăiau în 621 de case. Funcționau în comună 7 mori de apă, trei herăstraie, patru biserici și o școală mixtă. Anuarul Socec din 1925 o consemnează în plasa Muntele a aceluiași județ, având 1.740 de locuitori în satele Pângărăcior, Pângărați, Scăricica și Stejaru.
În 1950, comuna a trecut la raionul Piatra Neamț din regiunea Bacău. În 1968, a revenit, în forma actuală, la județul Neamț, reînființat.

## Monumente istorice

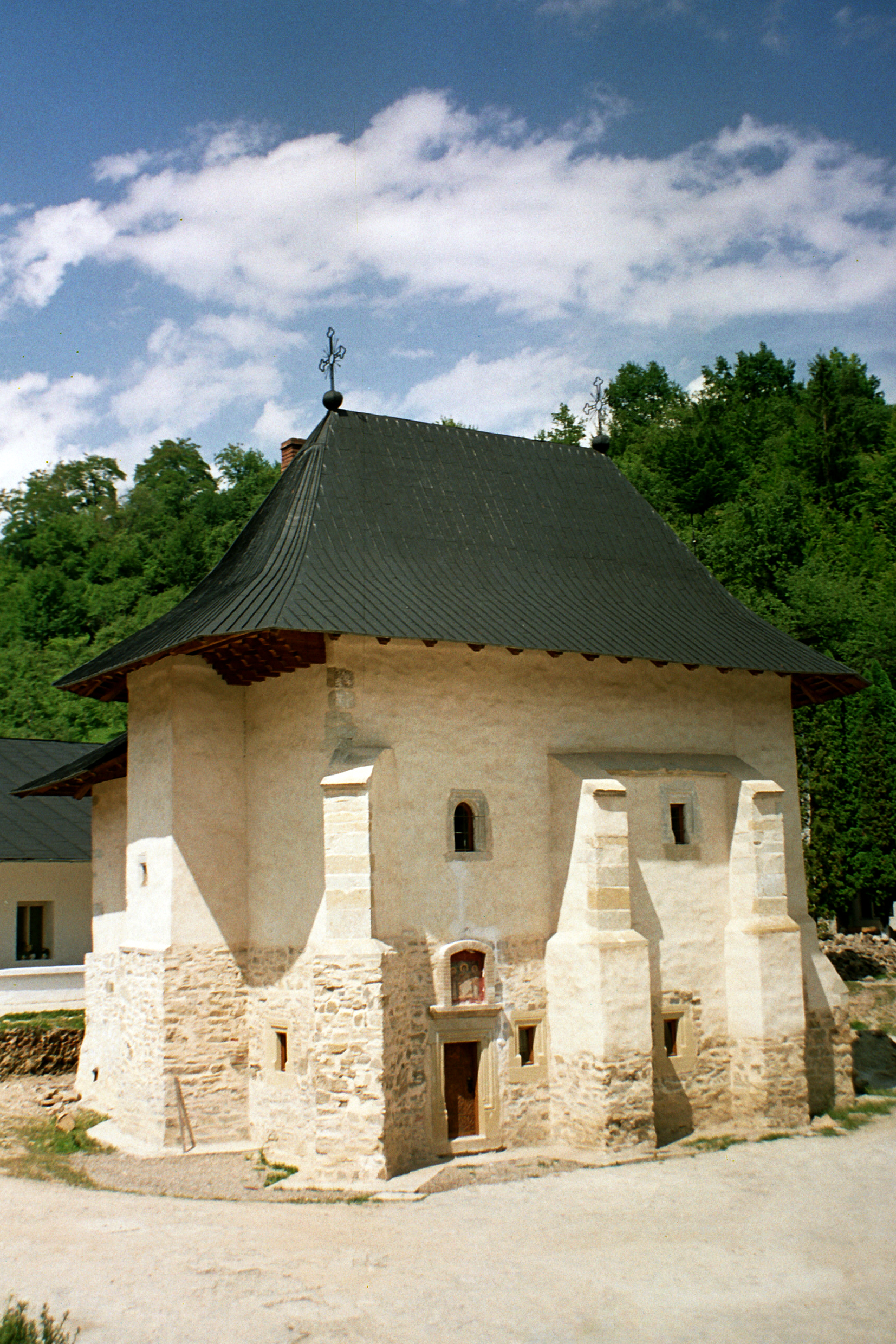
Biserica mănăstirii Pângărați, monument istoric de interes național

În comuna Pângărați se află mănăstirea Pângărați, ansamblu-monument istoric de arhitectură de interes național, datând din secolul al XV-lea, și cuprinzând biserica „Sfântul Dumitru” și „Sfinții Arhangheli Mihail și Gavriil” (1552–1560); un corp de chilii (secolul al XVI-lea); zidul de incintă (secolul al XIX-lea); fundațiile turnului-clopotniță (secolul al XVI-lea), peste care s-a construit turnul actual în 1857; și turnul de nord-est (secolul al XVI-lea, cu transformări suferite în secolele al XIX-lea–al XX-lea).

## Relații economice
Principalele activități ale locuitorilor sunt creșterea animalelor alături de activități conexe acesteia, exploatarea lemnului precum și alte îndeletniciri tradiționale.